# Wereldkampioenschappen kunstschaatsen 1986
De Wereldkampioenschappen kunstschaatsen is een evenement dat georganiseerd wordt door de Internationale Schaatsunie.
Het WK toernooi van 1986 vond plaats in Genève. Het was het veertiende WK toernooi dat in Zwitserland plaatsvond na Davos (11x) en Sankt Moritz (1x) en de eerste keer in Genève in 1968.
Voor de mannen was het de 76e editie, voor de vrouwen de 66e editie, voor de paren de 64e editie, en voor de ijsdansers de 34e editie.

## Historie
De Duitse en Oostenrijkse schaatsbond, verenigd in de "Deutscher und Österreichischer Eislaufverband", organiseerden zowel het eerste EK Schaatsen voor mannen als het eerste EK Kunstrijden voor mannen in 1891 in Hamburg, Duitsland, nog voor het ISU in 1892 werd opgericht. De internationale schaatsbond nam in 1892 de organisatie van het EK Kunstrijden over. In 1895 werd besloten voortaan de Wereldkampioenschappen kunstschaatsen te organiseren en kwam het EK te vervallen. In 1896 vond de eerste editie voor de mannen plaats. Vanaf 1898 vond toch weer een herstart plaats van het EK Kunstrijden.
In 1906, tien jaar na het eerste WK voor de mannen, werd het eerste WK voor de vrouwen georganiseerd en twee jaar later, in 1908, vond het eerste WK voor de paren plaats. In 1952 werd de vierde discipline, het WK voor de ijsdansers, eraan toegevoegd.
Er werden geen kampioenschappen gehouden tijdens en direct na de Eerste Wereldoorlog (1915-1921) en tijdens en direct na de Tweede Wereldoorlog (1940-1946) en in 1961 vanwege de Sabena vlucht 548 vliegtuigramp op 15 februari op Zaventem waarbij alle passagiers, waaronder de voltallige Amerikaanse delegatie voor het WK kunstrijden op weg naar Praag, om het leven kwamen.

## Deelname
Er namen deelnemers uit 24 landen deel aan deze kampioenschappen. Zij vulden 92 startplaatsen in. Voor het eerst namen er een vertegenwoordiger uit Taiwan aan het WK deel, Pauline Lee nam bij de vrouwen deel. Er namen geen deelnemers uit Nederland deel.
Voor België nam Katrien Pauwels voor de vierde keer bij de vrouwen deel.
(Tussen haakjes het totaal aantal startplaatsen over de disciplines.)
| Sovjet-Unie (12) Verenigde Staten (11) Canada (9) West-Duitsland (7) Duitse Democratische Republiek (6) Frankrijk (4) | Italië (4) Verenigd Koninkrijk (4) Australië (3) Bulgarije (3) Finland (3) Hongarije (3) | Japan (3) Tsjecho-Slowakije (3) Zwitserland (3) Joegoslavië (2) Oostenrijk (2) Spanje (2) | Zuid-Korea (2) Zweden (2) België (1) Denemarken (1) Polen (1) Taiwan (1) |

## Medailleverdeling
Bij de mannen stond hetzelfde trio als in 1985 op het erepodium. Brian Boitano veroverde zijn tweede WK medaille, in 1985 werd hij derde en dit jaar wereldkampioen. Brian Orser op de tweede plaats stond voor de vierde keer op het erepodium, in 1983 werd hij derde en in 1984 en 1985 ook tweede. De nummer drie, Alexandr Fadeev, stond voor de derde keer op het erepodium, in 1984 werd hij derde, in 1985 wereldkampioen.
Bij de vrouwen stond de nieuwe wereldkampioene Debi Thomas stond voor de eerste keer op het erepodium. Katarina Witt op de tweede plaats veroverde haar vierde WK medaille, in 1982 werd ze tweede en in 1984 en 1985 wereldkampioene. Tiffany Chin op de derde plaats veroverde haar tweede medaille, ook in 1985 werd ze derde.
Bij het paarrijden veroverden het debuterende paar Jekaterina Gordejeva / Sergej Grinkov de wereldtitel.  Elena Valova / Oleg Vasiliev veroverden hun vierde medaille, in 1983 en 1985 werden ze wereldkampioen, in 1984 tweede. Het paar Cynthia Coull / Mark Rowsom veroverden hun eerste WK medaille.
Bij het ijsdansen prolongeerde het paar Natalja Bestemjanova / Andrej Boekin hun in 1985 veroverde wereldtitel, het was hun zesde medaille, in 1981 werden ze derde en in 1982, 1983, 1984 tweede. Marina Klimova / Sergei Ponomarenko op plaats twee veroverden hun tweede WK medaille, ook in 1985 werden ze tweede. Tracy Wilson / Robert McCall op de derde plaats veroverden hun eerste WK medaille.
| Discipline | Goud ·                                | Zilver ·                            | Brons ·                      |
| ---------- | ------------------------------------- | ----------------------------------- | ---------------------------- |
| Mannen     | Brian Boitano                         | Brian Orser                         | Alexandr Fadeev              |
| Vrouwen    | Debi Thomas                           | Katrina Witt                        | Tiffany Chin                 |
| Paren      | Jekaterina Gordejeva / Sergej Grinkov | Elena Valova / Oleg Vasiliev        | Cynthia Coull / Mark Rowsom  |
| IJsdansen  | Natalja Bestemjanova / Andrej Boekin  | Marina Klimova / Sergei Ponomarenko | Tracy Wilson / Robert McCall |

## Uitslagen

### Mannen / Vrouwen
| Goud   | Brian Boitano         | Vlag van Verenigde Staten               |  |
| Zilver | Brian Orser           | Vlag van Canada                         |  |
| Brons  | Alexandr Fadeev       | Vlag van Sovjet-Unie                    |  |
| 4      | Vladimir Kotin        | Vlag van Sovjet-Unie                    |  |
| 5      | Viktor Petrenko       | Vlag van Sovjet-Unie                    |  |
| 6      | Jozef Sabovcik        | Vlag van Tsjechië                       |  |
| 7      | Heiko Fischer         | Vlag van Duitsland                      |  |
| 8      | Daniel Doran          | Vlag van Verenigde Staten               |  |
| 9      | Scott Williams        | Vlag van Verenigde Staten               |  |
| 10     | Masaru Ogawa          | Vlag van Japan                          |  |
| 11     | Richard Zander        | Vlag van Duitsland                      |  |
| 12     | Falko Kirsten         | Vlag van Duitse Democratische Republiek |  |
| 13     | Grzegorz Filipowski   | Vlag van Polen                          |  |
| 14     | Oliver Honer          | Vlag van Zwitserland                    |  |
| 15     | Laurent Depouilly     | Vlag van Frankrijk                      |  |
| 16     | Petr Barna            | Vlag van Tsjechië                       |  |
| 17     | Lars Akesson          | Vlag van Zweden                         |  |
| 18     | Neil Paterson         | Vlag van Canada                         |  |
| 19     | Lars Dresler          | Vlag van Denemarken                     |  |
| 20     | Jaimee Eggleton       | Vlag van Canada                         |  |
| 21     | Alessandro Riccitelli | Vlag van Italië                         |  |
| 22     | Cameron Medhurst      | Vlag van Australië                      |  |
| 23     | Thomas Hlavik         | Vlag van Oostenrijk                     |  |
| 24     | Oula Jaaskelainen     | Vlag van Finland                        |  |
| 25     | Miljan Begovic        | Vlag van Joegoslavië (1943-1992)        |  |
| 26     | Andras Szaraz         | Vlag van Hongarije                      |  |
| 27     | Boiko Alexiev         | Vlag van Bulgarije                      |  |
| 28     | Fernando Soria        | Vlag van Spanje                         |  |

| Goud   | Debi Thomas      | Vlag van Verenigde Staten               |        |
| Zilver | Katarina Witt    | Vlag van Duitse Democratische Republiek |        |
| Brons  | Tiffany Chin     | Vlag van Verenigde Staten               |        |
| 4      | Kira Ivanova     | Vlag van Sovjet-Unie                    |        |
| 5      | Elizabeth Manley | Vlag van Canada                         |        |
| 6      | Claudia Leistner | Vlag van Duitsland                      |        |
| 7      | Anna Kondrashova | Vlag van Sovjet-Unie                    |        |
| 8      | Caryn Kadavy     | Vlag van Verenigde Staten               |        |
| 9      | Tracey Wainman   | Vlag van Canada                         |        |
| 10     | Natalia Lebedeva | Vlag van Sovjet-Unie                    |        |
| 11     | Midori Ito       | Vlag van Japan                          |        |
| 12     | Simone Koch      | Vlag van Duitse Democratische Republiek |        |
| 13     | Agnes Gosselin   | Vlag van Frankrijk                      |        |
| 14     | Katrien Pauwels  | Vlag van België                         |        |
| 15     | Susanne Becher   | Vlag van Duitsland                      |        |
| 16     | Claudia Villiger | Vlag van Zwitserland                    |        |
| 17     | Constanze Gensel | Vlag van Duitse Democratische Republiek |        |
| 18     | Tamara Teglassy  | Vlag van Hongarije                      |        |
| 19     | Elise Ahonen     | Vlag van Finland                        |        |
| 20     | Beatrice Gelmini | Vlag van Italië                         |        |
| 21     | Zeljka Cizmesija | Vlag van Joegoslavië (1943-1992)        |        |
| 22     | Lotta Falkenback | Vlag van Zweden                         |        |
| 23     | Pauline Lee      | Vlag van Taiwan                         |        |
| 24     | Lim Hye-kyung    | Vlag van Zuid-Korea                     |        |
| 25     | Sandra Escoda    | Vlag van Spanje                         |        |
| 26     | Petia Gavazova   | Vlag van Bulgarije                      |        |
| -      | Susan Jackson    | Vlag van Verenigd Koninkrijk            | t.z.t. |

### Paren / IJsdansen
| Goud   | Jekaterina Gordejeva Sergej Grinkov | Vlag van Sovjet-Unie                    |  |
| Zilver | Elena Valova Oleg Vasiliev          | Vlag van Sovjet-Unie                    |  |
| Brons  | Cynthia Coull Mark Rowsom           | Vlag van Canada                         |  |
| 4      | Larisa Seleznova Oleg Makarov       | Vlag van Sovjet-Unie                    |  |
| 5      | Denise Benning Lyndon Johnston      | Vlag van Canada                         |  |
| 6      | Jill Watson Peter Oppegard          | Vlag van Verenigde Staten               |  |
| 7      | Gillian Wachsman Todd Waggoner      | Vlag van Verenigde Staten               |  |
| 8      | Natalie Seybold Wayne Seybold       | Vlag van Verenigde Staten               |  |
| 9      | Katrin Kanitz Tobias Schroter       | Vlag van Duitse Democratische Republiek |  |
| 10     | Lenka Knapova Rene Novotny          | Vlag van Tsjechië                       |  |
| 11     | Manuela Landgraf Ingo Steuer        | Vlag van Duitse Democratische Republiek |  |
| 12     | Cheryl Peake Andrew Naylor          | Vlag van Verenigd Koninkrijk            |  |
| 13     | Kerstin Kimminus Stefan Pfrengle    | Vlag van Duitsland                      |  |
| 14     | Danielle Carr Stephen Carr          | Vlag van Australië                      |  |
| 15     | Sylvie Vaquero Didier Manaud        | Vlag van China                          |  |

| Goud   | Natalja Bestemjanova Andrej Boekin    | Vlag van Sovjet-Unie         |  |
| Zilver | Marina Klimova Sergei Ponomarenko     | Vlag van Sovjet-Unie         |  |
| Brons  | Tracy Wilson Robert McCall            | Vlag van Canada              |  |
| 4      | Natalia Annenko Genrikh Srentenski    | Vlag van Sovjet-Unie         |  |
| 5      | Suzanne Semanick Scott Gregory        | Vlag van Verenigde Staten    |  |
| 6      | Renee Roca Donald Adair               | Vlag van Verenigde Staten    |  |
| 7      | Kathrin Beck Christoff Beck           | Vlag van Oostenrijk          |  |
| 8      | Antonia Becherer Ferdinand Becherer   | Vlag van Duitsland           |  |
| 9      | Karyn Garossino Rodney Garossino      | Vlag van Canada              |  |
| 10     | Isabella Micheli Robert Pelizzola     | Vlag van Italië              |  |
| 11     | Klara Engi Attila Toth                | Vlag van Hongarije           |  |
| 12     | Isabelle Duchesnay Paul Duchesnay     | Vlag van Frankrijk           |  |
| 13     | Sharon Jones Paul Askham              | Vlag van Verenigd Koninkrijk |  |
| 14     | Tomoko Tanaka Hiroyuki Suzuki         | Vlag van Japan               |  |
| 15     | Stefania Calegari Pasquale Camerlengo | Vlag van Italië              |  |
| 16     | Elisabeth Coates Alan Abretti         | Vlag van Verenigd Koninkrijk |  |
| 17     | Andrea Weppelmann Hendryk Schamberger | Vlag van Duitsland           |  |
| 18     | Claudia Schmidlin David Schmidlin     | Vlag van Zwitserland         |  |
| 19     | Monica McDonald Rodney Clarke         | Vlag van Australië           |  |
| 20     | Hristina Boianova Javor Ivanov        | Vlag van Bulgarije           |  |
| 21     | Susanna Peltola Kim Jacobson          | Vlag van Finland             |  |
| 22     | Park Kyung-sook Han Seung-jong        | Vlag van Zuid-Korea          |  |